# 볼로디미르 베즈소노우
| 이 사람의 이름은 동슬라브어군 이름입니다. 첫 번째 성은 베즈소노우 이며 부칭은 바실로비치 입니다. |

볼로디미르 바실로비치 베즈소노우(우크라이나어: Володимир Васильович Безсонов, 1958년 3월 5일, 하르키우 주 하르키우 ~)는 우크라이나의 축구 감독이자 전직 선수로, 현역 시절 소련 국가대표팀에서 활약했다. 그는 가장 최근에 우크라이나 프리미어리그의 드니프로를 지도했다.

## 클럽 경력
베즈소노우는 하르키우 주립 제1 체육 중등학교를 졸업하며 축구를 시작했다. 1975년, 그는 메탈리스트 하르키우에 합류했지만, 2군에서만 뛰었다.
1976년, 베즈소노우는 디나모 키이우에 입단했다. 그는 이 곳에서 1990-91 시즌에 이스라엘의 마카비 하이파에서 1년을 보낸 것을 제외하고 현역 시절 전부를 보냈다. 그는 전광석화의 주력에 강력하게 공을 차넣을 수 있는 측면 수비수를 알려져 있었다. 베즈소노우는 공격 지향적이어서 수비수 치고는 많은 골을 기록했다. 그는 디나모에서 377번의 경기에 출전하며 27골을 기록했다.

## 국가대표팀 경력
베즈소노우는 1977년부터 1990년까지 소련 국가대표팀 경기에 79번 출전해 4골을 기록했고, 3번의 월드컵에 참가했다. 그는 소련 국가대표팀 역사상 최다 출전 5위를 기록하기도 했다. 그는 1990년 월드컵에서 아르헨티나전에 퇴장당했다. 그가 퇴장당한 이 경기는 0-2로 패했고, 이 경기는 곧 그의 소련 국가대표팀 고별전이 되었다.
1979년, 베즈소노우는 우크라이나 소비에트 사회주의 공화국 대표로 스파르타키아드 소련 인민 경기 대회에 출전했는데, 우크라이나는 이 대회를 3위로 마쳤다.
1980년, 베즈소노우는 1980년 하계 올림픽에 소련 선수단 일원으로 참가했고, 소련은 이 대회에서 동메달을 획득했다.

## 감독 경력
베즈소노우는 가장 최근에 우크라이나 프리미어리그의 드니프로의 감독을 맡았지만, 2010년 9월에 유로파리그에서 탈락하고 국내 대회에서 부진한 성적을 거두면서 해임되었다.

## 사생활
베즈소노우는 2차례 세계 선수권 대회를 제패한 리듬 체조 선수였던 비크토리아 세리흐를 배우자로 맞이했다. 둘 사이에 딸 한나 베즈소노바를 두었는데, 그의 딸도 리듬 체조 국제 대회에 참가했고, 2007년에 세계 선수권 우승을 거두었으며, 2004년과 2008년 올림픽에서 동메달을 목에 걸었다.
2022년 2월, 베즈소노우의 딸이 러시아-우크라이나 전쟁에서 전선에 선 베즈소노우의 사진을 사회 매체에 게시했다.

## 경력 통계

### 클럽
| 구단          | 시즌        | 리그            | 리그 | 리그 | 컵   | 컵 | 유럽 | 유럽 | 기타 | 기타 | 합계 | 합계 |
| 구단          | 시즌        | 리그명          | 출장 | 골   | 출장 | 골 | 출장 | 골   | 출장 | 골   | 출장 | 골   |
| ------------- | ----------- | --------------- | ---- | ---- | ---- | -- | ---- | ---- | ---- | ---- | ---- | ---- |
| 디나모 키이우 | 1976 (춘계) | 소비에트 톱리그 | 9    | 0    | –    | –  | –    | –    | –    | –    | 9    | 0    |
| 디나모 키이우 | 1976 (하계) | 소비에트 톱리그 | 2    | 0    | –    | –  | –    | –    | –    | –    | 2    | 0    |
| 디나모 키이우 | 1977        | 소비에트 톱리그 | 16   | 1    | 1    | 0  | 2    | 0    | 1    | 0    | 20   | 1    |
| 디나모 키이우 | 1978        | 소비에트 톱리그 | 23   | 3    | 8    | 2  | 4    | 0    | –    | –    | 35   | 5    |
| 디나모 키이우 | 1979        | 소비에트 톱리그 | 24   | 2    | 4    | 0  | 5    | 1    | –    | –    | 33   | 3    |
| 디나모 키이우 | 1980        | 소비에트 톱리그 | 34   | 5    | 6    | 2  | 2    | 0    | –    | –    | 42   | 7    |
| 디나모 키이우 | 1981        | 소비에트 톱리그 | 25   | 2    | 7    | 2  | 5    | 1    | 1    | 0    | 38   | 5    |
| 디나모 키이우 | 1982        | 소비에트 톱리그 | 18   | 4    | –    | –  | 3    | 1    | –    | –    | 21   | 5    |
| 디나모 키이우 | 1983        | 소비에트 톱리그 | 11   | 1    | 1    | 0  | –    | –    | –    | –    | 12   | 1    |
| 디나모 키이우 | 1984        | 소비에트 톱리그 | 20   | 2    | 6    | 1  | –    | –    | –    | –    | 26   | 3    |
| 디나모 키이우 | 1985        | 소비에트 톱리그 | 25   | 0    | 2    | 0  | 7    | 0    | –    | –    | 34   | 0    |
| 디나모 키이우 | 1986        | 소비에트 톱리그 | 16   | 1    | 3    | 0  | 5    | 0    | 1    | 0    | 25   | 1    |
| 디나모 키이우 | 1987        | 소비에트 톱리그 | 11   | 0    | 2    | 0  | 2    | 0    | 1    | 0    | 16   | 0    |
| 디나모 키이우 | 1988        | 소비에트 톱리그 | 19   | 0    | 2    | 0  | –    | –    | –    | –    | 21   | 0    |
| 디나모 키이우 | 1989        | 소비에트 톱리그 | 17   | 5    | 4    | 1  | 4    | 2    | –    | –    | 25   | 8    |
| 디나모 키이우 | 1990        | 소비에트 톱리그 | 7    | 1    | 1    | 0  | –    | –    | –    | –    | 8    | 1    |
| 경력 합계     | 경력 합계   | 경력 합계       | 277  | 27   | 47   | 8  | 39   | 5    | 4    | 0    | 367  | 40   |

- 쿠보크 SSSR과 유럽대항전의 통계는 "추춘제" 일정 형식에 따라 시작 연도에 맞추어 분류되었다

### 국가대표팀
출처:
| 소련 국가대표팀 | 소련 국가대표팀 | 소련 국가대표팀 |
| 연도            | 출장            | 골              |
| --------------- | --------------- | --------------- |
| 1977            | 4               | 0               |
| 1978            | 10              | 2               |
| 1979            | 5               | 0               |
| 1980            | 8               | 1               |
| 1981            | 4               | 0               |
| 1982            | 7               | 0               |
| 1983            | 5               | 0               |
| 1984            | 3               | 0               |
| 1985            | 2               | 0               |
| 1986            | 11              | 0               |
| 1987            | 4               | 0               |
| 1988            | 9               | 0               |
| 1989            | 3               | 0               |
| 1990            | 4               | 1               |
| 합계            | 79              | 4               |

### 국가대표팀 득점 목록
아래의 점수에서 왼쪽의 점수가 소련의 점수이다.
| #  | 날짜             | 경기장                            | 상대       | 점수 | 결과 | 대회                 |
| -- | ---------------- | --------------------------------- | ---------- | ---- | ---- | -------------------- |
| 1. | 1978년 9월 20일  | 소련, 예레반, 흐라즈단 경기장     | 그리스     | 2–0  | 승   | 유로 1980 예선전     |
| 2. | 1978년 11월 26일 | 일본, 오사카, 나가이 경기장       | 일본       | 3–0  | 승   | 친선경기             |
| 3. | 1980년 10월 15일 | 이스라엘, 예루살렘, 테디 경기장   | 아이슬란드 | 5–0  | 승   | 1982년 월드컵 예선전 |
| 4. | 1990년 2월 24일  | 미국, 스탠퍼드, 스탠퍼드 스타디움 | 미국       | 3–1  | 승   | 친선경기             |

## 수상

### 클럽
디나모 키이우
- 소비에트 톱리그: 1977, 1980, 1981, 1985, 1986, 1990
- 쿠보크 SSSR: 1978, 1982, 1984–85, 1986–87, 1989–90
- 소비에트 슈퍼컵
  - 우승: 1980, 1985, 1986
  - 준우승: 1977
- 유러피언 컵위너스컵: 1985–86
- 유러피언 슈퍼컵 준우승: 1986

### 국가대표팀
소련
- 하계 올림픽 동메달: 1980
- 유럽 선수권 대회 준우승: 1988

### 개인
- 세계 청소년 선수권 대회 골든볼: 1977[7]
- 우크라이나 올해의 축구 선수
  - 1위: 1989
  - 2위: 1988
  - 3위: 1986
- planetworldcup.com에서 이고리 네토와 바실리 라츠를 제치고 소련 "역대 월드컵 대표팀" 선정[8]